# Tamio Kageyama
Pour les articles homonymes, voir Kageyama.
Tamio Kageyama (景山 民夫, Kageyama Tamio, (20 mars 1947 à Tokyo - 27 janvier 1998) est un romancier japonais.
Attiré par les arts, l'ancien scénariste de télévision et essayiste surprend de nombreux critiques lorsqu'il remporte le très estimé prix Naoki en 1988 pour son roman, Tōi Umi kara Kita Coo (1993).  Tamio participe également aux films Sakana kara daiokishin!! (1992), Saraba itoshiki hito yo (1987) et Hoshikuzu kodai no densetsu (1985).
Une autre contribution durable de Tamio est sa fréquente apparition en tant que juge dans la série télévisée Iron Chef. Iron Chef oppose des chefs en concours dans un milieu relativement mélodramatique. Lors de ses apparitions dans Iron Chef, Tamio est fréquemment vêtu de façon élégante, portant un nœud papillon, de telle sorte que sont mis en valeur ses commentaires sur les délices culinaires qui lui sont servis.
Tamio périt à l'âge de 50 ans dans l'incendie de sa résidence. L'incendie semble suspect à certains, et une enquête est ouverte à l'époque de la mort de l'écrivain.

## Source de la traduction
- (en) Cet article est partiellement ou en totalité issu de l’article de Wikipédia en anglais intitulé « Tamio Kageyama » (voir la liste des auteurs).